# Neptunovi trojanci
Neptunovi trojanci, nebeska tijela u orbiti oko Sunca, koji imaju isti orbitalni period kao Neptun te slijede otprilike istu putanju. Od devet poznatih Neptunovih trojanaca, šest ih orbitira blizu Sunce-Neptun L4 Lagrangeovoj točki, 60° ispred Neptuna dok preostala su preostala tri blizu L5 regije, 60° iza Neptuna. Prvi ovakav objekt, 2001 QR322, otkriven je 2001.